# 毛里·勒佩宁
毛里·勒佩宁（芬蘭語：Mauri Röppänen，1946年1月19日—），芬兰男子冬季两项、射击运动员。他曾代表芬兰参加1972年冬季奥林匹克运动会冬季两项比赛，获得男子4×7.5公里接力银牌。